# بلا حدود (فلم)
بلا حدود (بالإنجليزية: Limitless) فيلم إثارة أمريكي أخرجه نيل بيرغر سنة 2011 وبطولة برادلي كوبر وروبرت دي نيرو.

## القصة
قصة هذا الفيلم تتحدث عن مؤلف كتب (إدوارد مورا) يتناول حبة ترفع من فاعليته الفكرية، وبإستعماله تتغير حياته كلياَ، ويبدأ في تتبع أثر أصل هذا الدواء الغامض، وفي الوقت نفسه، مجموعة من القتلة يلاحقونه في كل خطوة يخطوها.
الفيلم مقتبس عن رواية اسمها The Dark Fields. من بطولة برادلي كوبر الذي يلعب دور العبقري الاصطناعي بمشاركة مميزة من النجم روبيرت دي نيرو، لم يتم ترشيح الفيلم لأي جوائز تذكر

## طاقم التمثيل
- برادلي كوبر
- روبرت دي نيرو
- آبي كورنيش
- آنا فريال
- جوني ويتورث

## الإنتاج
بلغت تكلفة إنتاج الفيلم 27 مليون دولار وحقق إيرادات تناهز 161,849,455 دولار.

## وصلات خارجية
- مقالات تستعمل روابط فنية بلا صلة مع ويكي بيانات